# جمعه
جُمعِه یا آدینه در تقویم هجری خورشیدی و در بعضی از کشورهای اسلامی مانند ایران، عربستان سعودی و عراق، هفتمین و آخرین روز هفته و روز تعطیل هفته کاری به‌شمار می‌آید، و در تقویم میلادی، پنجمین روز هفته است.
ایزد آناهیتا نگهبان این روز در فرهنگ ایران است. نام این روز در میان سغدیان و مانوی‌ها از به هم پیوستن دو واژه Naxid و jmnw ساخته شده است. بخش نخست نام سغدی سیاره ناهید و بخش دوم همان واژه روز در زبان فارسی است؛ بنابراین نام جمعه در ایران باستان Naxid jmnw و برگردان این نام به فارسی، ناهید روز است.
در کشورهایی اروپایی و غربی یک‌شنبه روز تعطیل هفتگی است. در اسرائیل شنبه روز تعطیلی هفته است. در بسیاری از کشورهایی که از سیستم تقویم میلادی استفاده می‌کنند، آدینه آخرین روز کاری قبل از تعطیلات پایان هفته است، به‌طوری‌که در بعضی از ادارات اجازه دارند که کمتر از پوشش فرم استفاده کنند که در این ادارات، آدینه به عنوان آدینه غیرجدی (Casual Friday) یا (Dress-Down Friday) معروف است.

## در مذاهب
- روز تعطیل یهودیان، از غروب روز آدینه آغاز می‌شود و در شبانگاه شنبه به پایان می‌رسد.
- در دین مسیحیت، آدینه نیک، آخرین آدینه قبل از عید پاک محسوب می‌شود، آن‌ها در این روز به مناسبت عروج عیسی، جشن می‌گیرند.
- مسیحیان کاتولیک، متعهد هستند که در آدینه از خوردن گوشت، به غیر از گوشت ماهی خودداری کنند.
- مسیحیان ارتدکس نیز، در این روز به مانند چهارشنبه، روزه ای خاص می‌گیرند.
- در تایلند، نیز روز جمعه با رنگ آبی همنشین است.

### جمعه در اسلام
مسلمانان، در روز جمعه مراسم نماز جمعه و رسوم خاص آن را از جمله برگزار می‌کنند.جمعه در نزد اهل سنت بر اساس احادیث نبوی روزی است که رستاخیز در آن رخ خواهد داد. «شیعیان» این روز را منسوب به امام زمان (منجی موعود) می‌دانند و برای ظهورش دعاهایی همچون دعای «ندبه» می‌خوانند و اعتقاد دارند که در این روز ظهور می‌کند.
جمعه نام یکی از روزهای هفته است که در دوران پیش از اسلام آن را عروبه می‌نامیدند و می‌گویند نخستین کسی که آن را جمعه نامید، کعب بن لوی بن غالب، یکی از اجداد پیغمبر اسلام، بود.
در اسلام در میان ایام هفته، شب و روز جمعه فضیلت و برتری ویژه‌ای دارد.
در شب و روز جمعه بر اساس عقیده اهل سنت، سنت است هر جمعه سوره کهف خوانده شود. شیعیان ادعیه و. . . و اعمال خاصی همچون تلاوت دعای کمیل، غسل روز جمعه و نماز جمعه وارد شده و ثواب فراوانی برای آن وعده داده شده؛ و نیز احیاء و شب زنده داری برای دعا و مناجات در شب جمعه توصیه شده است. دعا در شب و روز جمعه، عذاب را برطرف می‌کند و مستجاب می‌شود.
جمعه در روایات:
به محمد منسوب است که: روز جمعه سرور روزهاست، و بر روزهای عید قربان و عید فطر نیز برتری دارد. در ساعاتی از روز جمعه، بنده هر چیزی از خدا بخواهد، خداوند به وی عطا می‌کند.
تمامی ملائکه مقرب، آسمان، زمین، کوه و دشت و دریا و باد در این روز بیمناک‌اند که قیامت برپا گردد.» «بهترین روزی که خورشید بر آن می‌تابد روز جمعه است.» «کسی که در شب جمعه سوره کهف را قرائت کند، نوری برای او تابان می‌شود که از او تا خانه کعبه امتداد دارد.»
در حدیث دیگری از ابن عمر روایت شده: «کسی که در روز جمعه سوره کهف را قرائت کند، نوری از زیر پای او تا آسمان‌ها تابیده و تا روز قیامت می‌درخشد و گناهان او بین دو جمعه آمرزیده می‌شود.»
از قول ابوسعید خدری به محمد منسوب است که «هر کس سوره کهف را همان گونه که نازل شده بخواند، برای او روز قیامت تبدیل به نوری می‌شود.» این روایت از حاکم نیشابوری است.
جعفر صادق: در شب جمعه از گناهان اجتناب بورزید که گناه و عقاب در آن دو برابر است، چنانچه ثواب کار نیک نیز در آن دو چندان است؛ و نیز: «صدقه دادن در روز جمعه دو چندان محسوب می‌گردد.»
محمد باقر: در هر شب جمعه، از اول شب تا آخر آن، فرشته‌ای از سوی خداوند از عرش الهی ندا می‌کند: «آیا مؤمنی هست که پیش از طلوع صبح، برای آخرت و دنیای خود، توبه، روزی، شفای بیماری، و نجات از زندان مرا بخواند تا من دعای او را مستجاب، توبه‌اش را قبول، روزی‌اش را زیاد، بیماری و غم‌اش را برطرف، و ستم ستمگر را از او دفع کنم؟»

## در تاریخ
در برخی از ممالک و دوره‌های اسلامی، جمعه روز تعطیل دیوانیان بود. بازار و جاهای دیگر بسته نمی‌شد مگر برای مدت کوتاه نماز جمعه. طبق برخی از روایت‌ها مردم در آن روز خریدهای هفتهٔ خود را انجام می‌دادند.

## نام‌های معروف روز آدینه
- جمعه نیک: آخرین جمعه قبل از عید پاک.
- جمعه سیاه: بر اساس قراردادی نانوشته تاریخی، به هر جمعه‌ای که در آن مصیبتی واقع شود، گویند.
- در آمریکا، جمعه سیاه همچنین به روز پس از روز شکرگزاری نیز می‌گویند، اولین روز رسمی بازگشایی فروشگاه‌ها برای فصل فروش ویژه جشن کریسمس، دوره زمانی که بیشتر مشاغل به سود خود بسیار می‌افزایند تا ضرر و کم فروشی خود را جبران کنند.
- جمعه غیر جدی: یا جمعه خداحافظی، به راحتی از پوشیدن لباس فرم در بعضی از ادارات در روز جمعه می‌گویند.
- جمعه خونین: در ایران، به یادواره ۱۷ شهریور، روز کشتار مردم و دانش آموزان در میدان ژاله توسط نیروهای نظامی رژیم سلطنتی ایران در ایام انقلاب سال ۱۳۵۷ می‌گویند.